# Vito Scotti

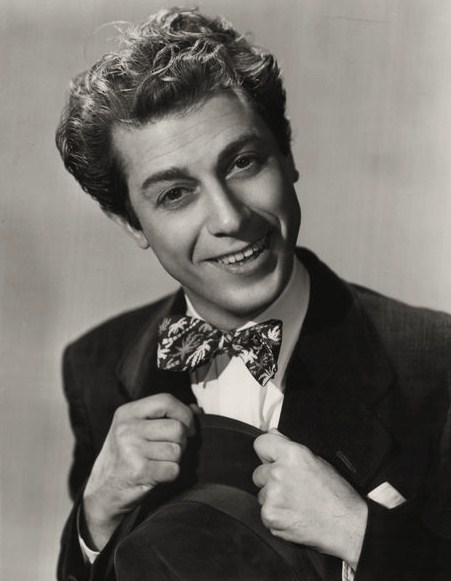
Vito Scotti

Vito Scotti (* 26. Januar 1918 in San Francisco, Kalifornien als Vito Giusto Scozzari; † 5. Juni 1996 in Woodland Hills, Los Angeles, Kalifornien) war ein US-amerikanischer Schauspieler.

## Leben und Karriere
Scotti war der Sohn eines Vaudeville-Showproduzenten und einer Opernsängerin, beide Elternteile waren italienischer Herkunft. Er begann seine eigene Showkarriere in den späten 1930er-Jahren beim Theater und spielte zunächst in einer italienischsprachigen Theatergruppe, für 1938 und 1939 sind drei Auftritte in Broadway-Produktionen belegt (darunter eine Bühnenversion von Pinocchio). In den 1940ern trat er als Komiker im Stile der Commedia dell’arte in Nachtclubs auf und war in Pantomimenspiel und Zaubertricks geübt. Zum Ende der Dekade wandte er sich dem lukrativeren Filmgeschäft zu und nahm zunächst jede Rolle, die er kriegen konnte.
Sein Filmdebüt machte er 1949 in einer im Abspann ungenannten Rolle in Robert Siodmaks Film noir Gewagtes Alibi; anschließend etablierte er sich mit zahllosen Film- und Fernsehauftritten als ein gefragter Nebendarsteller. Besonders oft spielte er ethnische Rollen mit entsprechendem Akzent, am häufigsten italienischstämmige Figuren, aber auch Spanier, Mexikaner, Griechen, Franzosen, Inder, Südamerikaner und einmal sogar in einem Gastauftritt in Gilligans Insel einen japanischen Seemann. Film- und Fernsehproduzenten schätzten die große Wandlungsfähigkeit von Scotti, der in einem Nachruf auch als „Mann mit tausend Gesichtern“ beschrieben wurde. Zu seinen Markenzeichen gehörte sein Schnauzer in den meisten seiner Rollen, viele seiner Figuren zeichneten sich durch gestenreiche Handbewegungen und expressives Auftreten (mal freudig oder zuvorkommend, mal verärgert oder großmäulig) aus.
Im Kino blieb Scotti stets nur Nebendarsteller und stellte häufig arbeitende Figuren wie Kellner, Barkeeper, Hotelangestellte, Köche oder Polizisten dar. Eine seiner verhältnismäßig großen Filmrollen hatte er als südamerikanischer Diplomat Señor Sánchez in der Komödie Die Kaktusblüte (1969), wo er auch eine Tanzszene mit Ingrid Bergmans Hauptfigur absolviert. In dem Filmklassiker Der Pate (1972) übernahm er eine kleine, aber witzige Rolle als Bäcker Nazorine, ein Vertrauter der Familie Corleone. In der Disney-Komödie Herbie groß in Fahrt spielte er 1974 einen Taxifahrer und sechs Jahre später in der Fortsetzung Herbie dreht durch eine andere Figur als Italiener Armando Moccia. Ebenfalls bei Disney sprach er die Figur des italienischen Katers Peppo in der englischen Originalfassung des Zeichentrickfilms Aristocats (1970). Seine letzte Filmrolle hatte er 1995 als Restaurantmanager in Schnappt Shorty.
Noch häufiger als im Kino sah man Scotti im US-Fernsehen in zahlreichen bekannten Serien der 1950er- bis 1990er-Jahre, sodass er laut dem All Movie Guide zu einem der „familiärsten Gesichter“ für die amerikanischen Zuschauer wurde. Seine erste große Fernsehrolle hatte er 1953, als er J. Carrol Naish in der Darstellung des italienischen Einwanderers Luigi in der Sitcom Life with Luigi ersetzte. Zwischen 1973 und 1989 hatte er sechs Gastauftritte in der Serie Columbo, unter anderem als hochnäsiger Oberkellner und gebildeter Obdachloser. Autor Michael Striss bezeichnete ihn in seinem Columbo-Buch neben Val Avery als „König der interessanten Nebenfiguren der Serie“.
Scottis filmisches Schaffen zwischen 1949 und 1995 umfasst über 230 Film- und Fernsehproduktionen. Er starb 1996 im Alter von 78 Jahren an einer Krebserkrankung. Scotti war dreimal verheiratet, zuletzt bis zu seinem Tod mit Beverly Cohen, und hatte aus zweiter Ehe einen Sohn und eine Tochter.

## Filmografie (Auswahl)

### Kino
- 1949: Gewagtes Alibi (Criss Cross)
- 1949: Verlorenes Spiel (East Side, West Side)
- 1950: Abgeschoben (Deported)
- 1951: Begegnung in Tunis (The Light Touch)
- 1952: Die Heilige von Fatima (The Miracle of Our Lady of Fatima)
- 1952: Budapest antwortet nicht (Assignment – Paris!)
- 1954: Freibrief für Mord (Shield for Murder)
- 1955: Die Eroberung des Weltalls (Conquest of Space)
- 1956: Gegen das Gesetz (The Broken Star)
- 1958: Die schwarze Orchidee (The Black Orchid)
- 1958: Das Mädchen aus der Unterwelt (Party Girl)
- 1960: So eine Affäre (The Facts of Life)
- 1960: Dazu… gehören zwei (Where the Boys Are)
- 1961: Das Gold der sieben Berge (Gold of the Seven Saints)
- 1961: Robur, der Herr der sieben Kontinente (Master of the World)
- 1961: Frühreife Generation (The Explosive Generation)
- 1961: Die unteren Zehntausend (Pocketful of Miracles)
- 1962: Zwei Wochen in einer anderen Stadt (Two Weeks in Another Town)
- 1963: Vater ist nicht verheiratet (The Courtship of Eddie’s Father)
- 1963: Die Strolche von Mexiko (Dime with a Halo)
- 1963: Captain Newman (Captain Newman, M.D.)
- 1964: Monsieur Cognac (Wild and Wonderful)
- 1964: Hotel für Liebespaare (Honeymoon Hotel)
- 1964: Drei Mädchen in Madrid (The Pleasure Seekers)
- 1965: Colonel von Ryans Express (Von Ryan’s Express)
- 1966: New York Expreß (Blindfold)
- 1966: Paris ist voller Liebe (Made in Paris)
- 1966: Was hast du denn im Krieg gemacht, Pappi? (What Did You Do in the War, Daddy?)
- 1967: Der Todesschuss (Warning Shot)
- 1967: Die tollen Abenteuer der schönen Pauline (The Perils of Pauline)
- 1967: Die Bankräuberbande (The Caper of the Golden Bulls)
- 1968: Der Etappenheld (The Secret War of Harry Frigg)
- 1968: Der türkisfarbene Bikini (How Sweet It Is!)
- 1969: Die Kaktusblüte (Cactus Flower)
- 1970: Die Bruchschiffer (The Boatniks)
- 1970: Aristocats (The Aristocats, Sprechrolle)
- 1972: Der Pate (The Godfather)
- 1972: Flucht in die Wildnis (Napoleon and Samantha)
- 1972: Wenn die Legenden sterben (When the Legends Die)
- 1973: Big Boy – Der aus dem Dschungel kam (The World’s Greatest Athlete)
- 1974: Herbie groß in Fahrt (Herbie Rides Again)
- 1976: Die haarsträubende Reise in einem verrückten Bus (The Big Bus)
- 1978: Erst 16 und schon auf vollen Touren (Zero to Sixty)
- 1978: Das Recht bin ich (The One Man Jury)
- 1980: Die nackte Bombe (The Nude Bomb)
- 1980: Herbie dreht durch (Herbie Goes Bananas)
- 1981: Crazy Street Life (Chu Chu and the Philly Flash)
- 1986: Die Stewardessen Academy (Stewardess School)
- 1993: Loaded Weapon 1
- 1995: Schnappt Shorty (Get Shorty)

### Fernsehen
- 1950: Mama Rosa (2 Folgen)
- 1953: Life with Luigi (6 Folgen)
- 1957: Suspicion (Folge 1x09)
- 1958–1959: Bronco (2 Folgen)
- 1958–1959: Mickey Spillane’s Mike Hammer (7 Folgen)
- 1959: Der Texaner (The Texan, Folge 1x21)
- 1959: Perry Mason (Folge 2x23 Der Fall mit dem heulenden Hund)
- 1959: Sugarfoot (Folge 2x18)
- 1959: Peter Gunn (3 Folgen)
- 1960: Am Fuß der blauen Berge (Laramie, Folge 1x18)
- 1960: Der zweite Mann (The Deputy, 5 Folgen)
- 1960: Cheyenne (Folge 5x02)
- 1960: Kein Fall für FBI (The Detectives, Folge 2x08)
- 1960/1961: The Real McCoys (2 Folgen)
- 1960/1962: Twilight Zone (The Twilight Zone, 2 Folgen)
- 1960–1962: Surfside 6 (3 Folgen)
- 1960–1980: Walt Disneys bunte Welt (Walt Disney's Wonderful World of Color, 6 Folgen)
- 1961: Outlaws (Folge 1x15)
- 1961: Abenteuer im wilden Westen (Dick Powell’s Zane Grey Theater, Folge 5x27)
- 1961: Bonanza (2 Folgen)
- 1962: Tausend Meilen Staub (Rawhide, Folge 4x13)
- 1962: Lassie (Folge 9x01 Der Zauberer)
- 1962–1963: Westlich von Santa Fé (The Rifleman, 4 Folgen)
- 1962–1964: Dr. Kildare (3 Folgen)
- 1963: The Dick Van Dyke Show (Folge 2x23)
- 1963/1964: Mein Onkel vom Mars (My Favorite Martian, 2 Folgen)
- 1964: Das große Abenteuer (The Great Adventure, Folge 1x12)
- 1964: Temple Houston (Folge 1x21)
- 1964–1965: The Addams Family (4 Folgen)
- 1965: Verliebt in eine Hexe (Bewitched, Folge 1x35)
- 1965: Laredo (Folge 1x02)
- 1965: Die Leute von der Shiloh Ranch (The Virginian, Folge 4x08)
- 1965/1966: The Munsters (2 Folgen)
- 1965–1966: Gilligans Insel (Gilligan’s Island, 4 Folgen)
- 1965, 1967: Solo für O.N.C.E.L. (The Man from U.N.C.L.E., 2 Folgen)
- 1965, 1970: Mini-Max (Get Smart, 2 Folgen)
- 1965–1970: Rauchende Colts (Gunsmoke, 4 Folgen)
- 1966: The Andy Griffith Show (Folge 6x23)
- 1966: Batman (2 Folgen)
- 1966: Verrückter wilder Westen (The Wild Wild West, Folge 2x14)
- 1967: Die Monkees (The Monkees, Folge 1x17)
- 1967: Daniel Boone (Fernsehserie, Folge 4x01)
- 1967–1969: The Flying Nun (Flying Nun, 13 Folgen)
- 1969: Ein Käfig voller Helden (Hogan’s Heroes, Folge 4x25 Bonacelli, der Verräter)
- 1969: Der Chef (Ironside, Folge 3x08)
- 1969–1971: To Rome with Love (9 Folgen)
- 1969–1973: Wo die Liebe hinfällt (Love American Style, 4 Folgen)
- 1970: Barfuß im Park (Barefoot in the Park, 7 Folgen)
- 1971: Männerwirtschaft (The Odd Couple, Folge 2x13)
- 1971–1974: McMillan & Wife (3 Folgen)
- 1973: Shaft (Folge 1x02)
- 1973: Der sechs Millionen Dollar Mann – Das Erpressersyndikat (The Six Million Dollar Man: The Solid Gold Kidnapping, Fernsehfilm)
- 1973–1989: Columbo (6 Folgen):
  - 1973: Wein ist dicker als Blut (Any Old Port in a Storm)
  - 1973: Stirb für mich (Candidate for Crime)
  - 1974: Schwanengesang (Swan Song)
  - 1974: Momentaufnahme für die Ewigkeit (Negative Reaction)
  - 1975: Tod am Strand (Identity Crisis)
  - 1989: Selbstbildnis eines Mörders (Murder, a Self Portrait)
- 1974: Adam-12 (Folge 7x09)
- 1975: Das Geheimnis der Queen Anne (Adventures of the Queen, Fernsehfilm)
- 1976: Die Sieben-Millionen-Dollar-Frau (The Bionic Woman, 2 Folgen)
- 1977: Make-up und Pistolen (Police Woman, Folge 3x21)
- 1977: Baretta (Folge 4x01)
- 1977: Halloween with the New Addams Family (Fernsehfilm)
- 1977/1983: CHiPs (2 Folgen)
- 1979: Happy Days (Folge 6x20 Moonlight in Vermont)
- 1979/1982: Fantasy Island (2 Folgen)
- 1980: Drei Engel für Charlie (Charlie’s Angels, Folge 4x17 Der König von Beverly Hills)
- 1980: Hawaii Fünf-Null (Hawaii Five-O, Folge 12x19 Aloha, Wo Fat)
- 1980: Die Geister von Huxley Hall (The Ghosts of Buxley Hall, Fernsehfilm)
- 1980: Geppetto's Workshop (12 Folgen)
- 1980–1981: Vegas (Vega$, 2 Folgen)
- 1981: Hart aber herzlich (Hart to Hart, Folge 2x13)
- 1983: Verfolgt bis in den Tod (Blood Feud, Fernsehfilm)
- 1984: Trapper John, M.D. (Folge 5x16)
- 1985/1988: Wer ist hier der Boss? (Who’s the Boss?, 2 Folgen)
- 1988/1989: Golden Girls (The Golden Girls, 2 Folgen)
- 1992: Ausgerechnet Alaska (Northern Exposure, Folge 4x06 Allein und ungebunden)
- 1994: Harrys Nest (Empty Nest, Folge 7x08)
- 1995: Verrückt nach dir (Mad About You, Folge 3x14)
- 1995: Unsolved Mysteries (2 Folgen)